# Артемівка (Донецький район)
Арте́мівка — село Амвросіївської міської громади Донецького району Донецької області, Україна.

## Загальні відомості
Відстань до центру громади становить близько 18 км і проходить автошляхом місцевого значення.
Землі села межують із територією с. Петрівське Горлівського району Донецької області.
Поруч із селом розташований регіональний ландшафтний парк Донецький кряж.
Унаслідок російської військової агресії із серпня 2014 р. Артемівка перебуває на території ОРДЛО.
Село постраждало внаслідок геноциду українського народу, вчиненого урядом СРСР у 1932—1933 роках, кількість встановлених жертв — 83 людей.

## Населення
За даними перепису 2001 року населення села становило 632 особи, з них 80,7 % зазначили рідною мову українську, 18,04 % — російську, 0,63 % — білоруську та болгарську мови.